# Veröffentlichung des Kriegstagebuchs des Irak-Krieges durch WikiLeaks
Die Veröffentlichung des Kriegstagebuchs des Irak-Krieges (englisch: Iraq war logs) geschah am 22. Oktober 2010 auf der Internetplattform WikiLeaks. Es handelt sich um eine Sammlung von 391.832 geheimen Dokumenten über den Irakkrieg aus der Zeit von 2004 bis 2009. Den Dokumenten zufolge waren unter den 109.032 Opfern 66.081 Zivilisten. Es ist die größte Veröffentlichung von militärischen Dokumenten in der Geschichte der Vereinigten Staaten, größer als jene des Afghan War Diary am 25. Juli 2010.

## Veröffentlichung und Inhalte
Die Veröffentlichung des Kriegstagebuchs wurde um halb elf Uhr Ortszeit vom arabischen Fernsehsender Al-Dschasira auf seiner Onlineplattform erstmals erwähnt. Daraufhin gab WikiLeaks bekannt, dass der Sender eine halbe Stunde zu früh an die Öffentlichkeit gegangen sei, die anderen Medien aber jetzt nachfolgen dürften. Danach folgten kurz hintereinander die New York Times, der Guardian, Le Monde, Spiegel Online und das Bureau of Investigative Journalism. Neu ist, dass der Guardian und Der Spiegel die Berichte über eine interaktive Karte veröffentlichten (Link siehe Abschnitt Weblinks).
Dem Kriegstagebuch ist zu entnehmen, dass die amerikanischen Streitkräfte von schweren Folterungen und Misshandlungen der irakischen Sicherheitskräfte gegenüber Zivilisten gewusst und sie ignoriert haben. Die Dokumente würden zu einer genaueren Schätzung der Toten des Krieges beitragen.

## Reaktionen

### Irak
Der Ministerpräsident Nuri al-Maliki gab am Tag der Veröffentlichungen bekannt, dass die Dokumente eine PR-Kampagne politischer Gegner sei. Am Tag darauf verkündete Innenminister Jawad al-Bulani allerdings eine genaue Untersuchung der Kriegstagebücher und die Bildung eines Ausschusses dafür.

### Vereinigte Staaten
Generalstabschef Mike Mullen gab bekannt, dass die „unverantwortliche Veröffentlichung gestohlener geheimer Dokumente Leben gefährdet und Feinden wertvolle Informationen gibt“. Pentagonsprecher Geoff Morrell bezeichnet die Veröffentlichung der Kriegstagebücher als „ein Geschenk an terroristische Organisationen“. Hillary Clinton, die Außenministerin, verurteilt die Veröffentlichung, weil das Leben von Soldaten und Zivilisten gefährdet werde.
Verteidigungs- und Justizministerium prüften Tage nach der Veröffentlichung, ob Julian Assange gegen das Spionagegesetz von 1917 verstoßen habe.